# Andreas Lemcke
Andreas Lemcke (* 9. August 1959 in Berlin) ist ein ehemaliger deutscher Eisschnellläufer.

## Werdegang
Lemcke, der für den Berliner Schlittschuhclub startete, wurde in den Jahren 1984 sowie 1986 deutscher Meister im Großen Vierkampf und kam bei deutschen Meisterschaften einmal auf den zweiten Platz sowie zweimal auf den dritten Platz. International startete er erstmals in der Saison 1976/77 und lief bei den Juniorenweltmeisterschaften 1979 in Grenoble auf den 26. Platz sowie bei den Juniorenweltmeisterschaften 1980 in Assen auf den 15. Rang in Kleinen Vierkampf. In den folgenden Jahren erreichte er bei der Mehrkampfeuropameisterschaft 1981 in Deventer den 24. Platz und bei der Mehrkampfweltmeisterschaft 1982 in Assen den 27. Rang im Großen Vierkampf. Zudem nahm er an der Mehrkampfeuropameisterschaft 1982 in Oslo teil, wobei er im Großen Vierkampf nach drei von vier Läufen disqualifiziert wurde und errang im Dezember 1982 beim Dynamo Cup in Berlin den dritten Platz im Kleinen Vierkampf. In der Saison 1983/84 belegte er bei der Mehrkampfweltmeisterschaft 1984 in Göteborg den 29. Platz im Großen Vierkampf und bei seiner einzigen Teilnahme an Olympischen Winterspielen in Sarajevo den 29. Platz über 5000 m, den 27. Rang über 1500 m sowie den 26. Platz über 1000 m. In der Saison 1985/86 nahm er an vier Läufen im Eisschnelllauf-Weltcup teil und erreichte in Trondheim mit dem 18. Platz über 1500 m seine beste Platzierung in dieser Rennserie. Zudem  kam er bei der Mehrkampfeuropameisterschaft 1986 in Oslo auf den 23. Platz im Großen Vierkampf und startete in der Saison 1987/88 letztmals international.

## Erfolge

### Olympische Spiele
- 1984 Sarajevo: 26. Platz 1000 m, 27. Platz 1500 m, 29. Platz 5000 m

### Mehrkampf-Weltmeisterschaften
- 1982 Assen: 27. Platz Großer Vierkampf
- 1984 Göteborg: 29. Platz Großer Vierkampf

### Mehrkampf-Europameisterschaften
- 1981 Deventer: 24. Platz Großer Vierkampf
- 1982 Oslo: DSQ Großer Vierkampf
- 1986 Oslo: 23. Platz Großer Vierkampf

## Persönliche Bestleistungen
| Disziplin | Zeit         | Datum             | Ort    |
| --------- | ------------ | ----------------- | ------ |
| 500 m     | 39,28 s      | 9. Februar 1985   | Inzell |
| 1000 m    | 1:17,18 min  | 9. Februar 1985   | Inzell |
| 1500 m    | 1:59,79 min  | 28. Januar 1984   | Inzell |
| 3000 m    | 4:13,89 min  | 10. Dezember 1983 | Inzell |
| 5000 m    | 7:14,46 min  | 29. Dezember 1983 | Inzell |
| 10.000 m  | 15:10,41 min | 6. März 1982      | Inzell |